# Луцьксантехмонтаж-536 (футбольний клуб)
Футбольний клуб «Луцьксантехмонтаж-536» («Луцьксантехмонтаж №536», «ЛСТМ №536») — український аматорський футбольний клуб з Луцька, заснований у 2012 році. Виступає в Чемпіонаті та Кубку Волинської області. Домашні матчі приймає на стадіоні «ЛСТМ-Арена» («Княгининок-Арена») в селі Княгининок. Брав участь у Чемпіонаті України серед аматорів.

## Досягнення
Чемпіонат Волинської області:

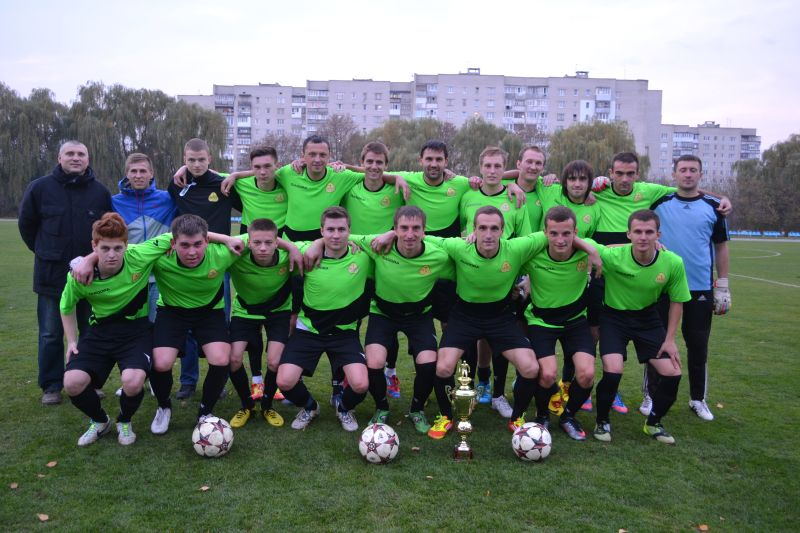
Склад «ЛСТМ №536», який здобув кубок Луцька-2013

- Чемпіон: 2014/15, 2015/16, 2016/17, 2017/18.
- Срібний призер: 2012/13, 2013/14, 2018/19, 2019/20, 2022.

Кубок Волинської області:
- Володар: 2012/13, 2013/14, 2014/15, 2018/19.
- Фіналіст: 2020/21

Суперкубок Волинської області:
- Володар: 2014, 2017.